# Никол Думан
Нико́л Дума́н (арм. Նիկոլ Դուման) имя при рождении Никогайос Тер-Ованисян (арм. Նիկողայոս Տեր-Հովհաննիսյան); 12 января 1867, с. Кышлак, Елизаветпольская губерния — 23 сентября 1914, Кисловодск, Терская область) — деятель армянского национально-освободительного движения, национальный герой Армении.

## Молодость
Родился в семье священника. В 1887 году окончил Шушинскую епархиальную школу. При поддержке отца работал в церковном совете епархии. Преподавал в армянских школах Северного Кавказа, в 1891 году переехал в Тавриз, где был учителем и одновременно казначеем кружка армянских национальных деятелей. С 1893 года преподавал в школе в селе Галасар области Сельмас (Иран, близ границы с Турцией), где принимал активное участие в армянской национальной и политической жизни как член Союза армянских революционеров (впоследствии — партия Дашнакцутюн). Был (наряду с Овнаном Давтяном и князем Овсепом Аргутяном) одним из трёх членов комитета Дашнакцутюн в Тавризе.

## Участие в освободительном движении
После армянской резни в Турции в 1894—1896 годах целиком посвящает себя национальному движению и организации самообороны.
В 1895 году перешёл в Ван с отрядом в 10 человек. Там Никол с 11 спутниками был осаждён в доме состоявшими на службе султана курдскими всадниками из кавалерии Хамидие. Хотя курды подожгли дом, Николу удалось вырваться под прикрытием дыма; отстреливаясь, он ушёл в горы, где убил двух курдских беков. Восхищенные его отвагой, курды прозвали его «Думан» («Дым») и сложили о нём песни.
В Ване был арестован, но вскоре освобожден.
В 1897 году Никол Думан является инициатором Ханасорского похода 1897 года (крупная экспедиция против курдского командира на турецкой службе Шариф-бека и его племени); сам он принял в этом походе участие в качестве командира отряда.
После этого возвращается в Россию (в Тифлис). В ходе Сасунского восстания 1904 года пытается пробраться со своими людьми в Сасун, но эта попытка не удается.
В начале армяно-татарской резни в феврале 1905 года был спешно вызван телеграммой в Баку, где организовал самооборону и уже 7 февраля успешно вступил в бой с погромщиками; затем был назначен главой самообороны в Эриваньской губернии. В вопросе освобождения Западной Армении был сторонником всеобщего восстания. Принимал участие в съездах партии Дашнакцутюн, в 1910 году — в Копенгагенском конгрессе II Интернационала.

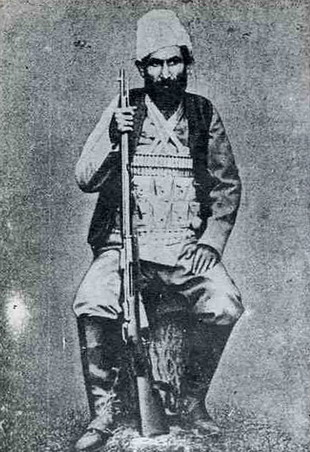
Никол Думан — фидаин.

После Младотурецкой революции 1908 года вел работу в Ване, Эрзеруме и Трапезунде. Принимал участие в иранской революции, руководя дашнаками при обороне Тавриза.

## Смерть
Заболев туберкулезом, в 1914 года направился для лечения в Кисловодск. Там с началом Первой мировой войны, переживая, что не может принять участия в начавшемся добровольческом движении, он застрелился (вечером 23 сентября 1914 года). Был похоронен в Тифлисе, в армянской церкви Ходживанк, рядом с могилой одного из основателей Дашнакцутюн Симона Заварьяна (пантеон с могилами дашнаков был разрушен правительством Грузинской ССР в 1930-е годы).

## Память

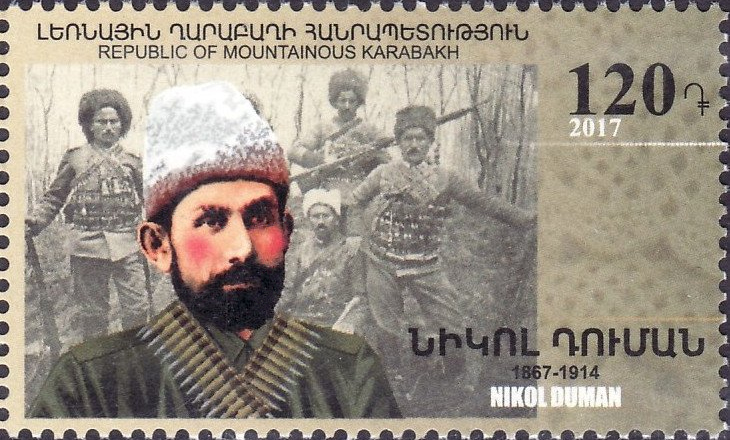
150 лет со дня рождения Никола Думана, Почта Арцаха, 2017

Именем Никола Думана названы улицы в ряде армянских городов. В доме Думана в Нагорном Карабахе в настоящее время создан музей.
В 2017 году Почта Арцаха выпустила почтовую марку, приуроченную к 150-летию со дня рождения Никола Думана.